# Rozkișna, Stavîșce
Rozkișna (în ucraineană Розкішна) este o comună în raionul Stavîșce, regiunea Kiev, Ucraina, formată numai din satul de reședință.

## Demografie
Componența lingvistică a comunei Rozkișna
     Ucraineană (98,31%)
     Rusă (1,44%)
     Alte limbi (0,06%)
Conform recensământului din 2001, majoritatea populației comunei Rozkișna era vorbitoare de ucraineană (98,31%), existând în minoritate și vorbitori de rusă (1,44%).